# Enranciamiento

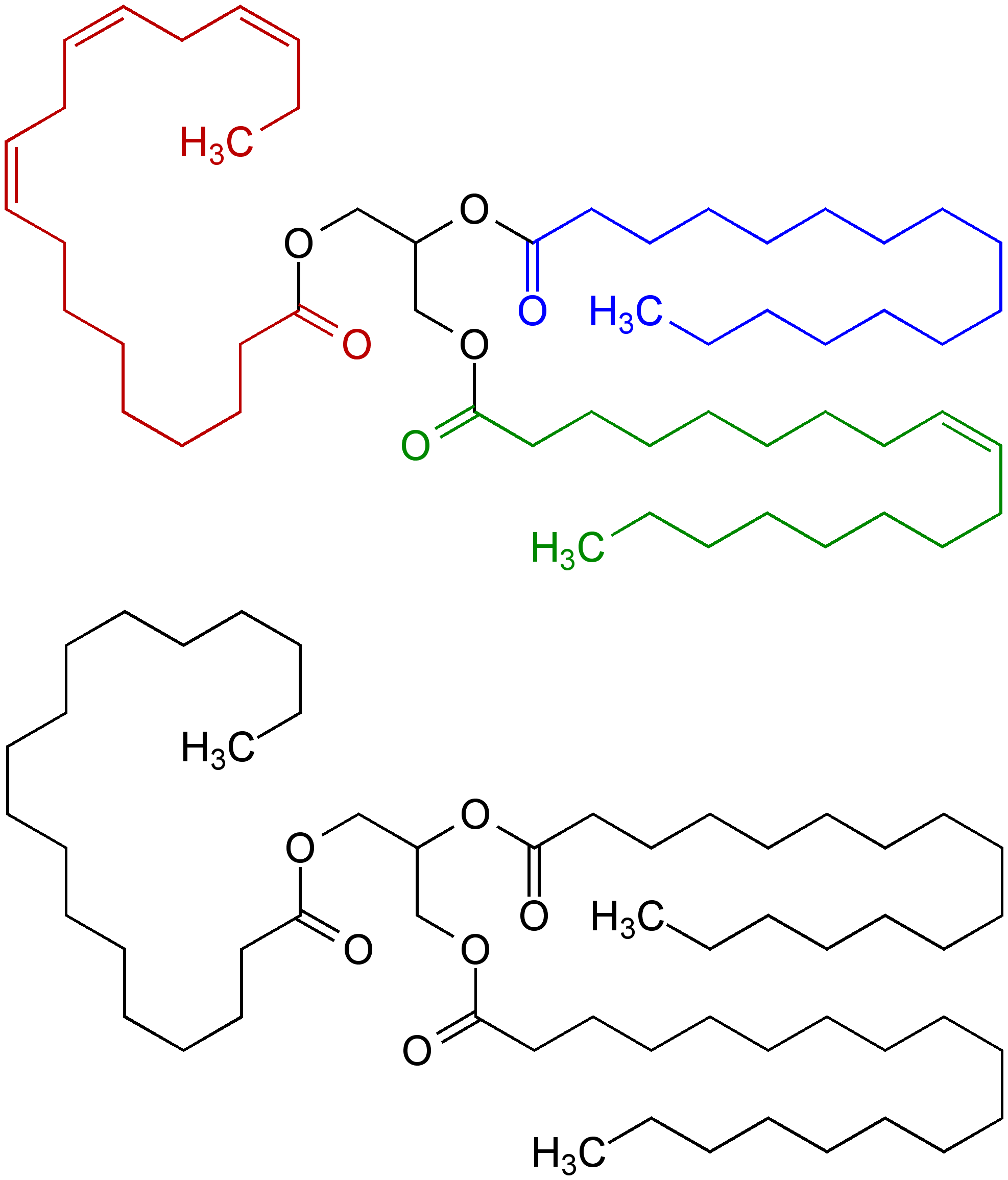
Estructura química del aceite graso

El enranciamiento es un proceso por el cual un alimento con alto contenido en grasas o aceites se altera con el tiempo adquiriendo un sabor desagradable.

## Características
Las grasas y aceites   en contacto con el aire, humedad y a cierta temperatura sufren cambios, con el tiempo, en su naturaleza química y en sus caracteres organolépticos. Estas alteraciones reciben comúnmente el nombre de rancidez o enranciamiento. El enranciamiento puede ser por oxidación o por hidrólisis.
- El enranciamiento hidrolítico consiste en la hidrólisis de los triglicéridos que integran una grasa o un aceite descomponiéndose en ácidos grasos y glicerina. Estas reacciones se deben a la acción de enzimas lipolíticas (lipasas) presentes en el producto o producidas por ciertos microorganismos.

- El enranciamiento oxidativo se debe a la oxidación de los dobles enlaces de los ácidos grasos insaturados con formación de peróxidos o hidro-peróxidos, que posteriormente se polimerizan y descomponen dando origen a la formación de aldehídos, cetonas y ácidos de menor peso molecular, entre ellos el aldehído epihidrinal. Este proceso es acelerado en presencia de la luz, calor, humedad, otros ácidos grasos libres y ciertos catalizadores inorgánicos como las sales de hierro y cobre. Las grasas que han experimentado oxidación son de sabor y olor desagradable y parecen ser ligeramente tóxicas para algunos individuos. El enranciamiento oxidativo, además destruye las vitaminas liposolubles, particularmente las vitaminas A y E (tocoferoles).